# トークィーンズ
『トークィーンズ』は、フジテレビ系列で2020年から放送されているトークバラエティ番組である。4回のパイロット版の不定期放送を経て、2022年4月7日から毎週木曜日 23:00 - 23:30（JST、『COOL TV』枠）に放送されている。

## 概要
- 最近、バラエティー番組で見ない日はない程、引っ張りだこの女性タレントが一同に集結。
- 最強女性軍団である「トークィーンズ」が、ゲストである男性タレントの素顔をあぶり出すトークバラエティー。
- 2022年4月より、約9年間放送された『アウト×デラックス』の後継番組としてレギュラー化した。
- また、レギュラー化にあたり番組タイトルロゴが一新された。

## 出演者

### パネラー
第1回
- 指原莉乃
- いとうあさこ
- 池田美優
- 3時のヒロイン（福田麻貴・ゆめっち・かなで）
- 生見愛瑠
- ファーストサマーウイカ
- 若槻千夏

第2回
- 指原莉乃
- いとうあさこ
- アンミカ
- 池田美優
- 岡田結実
- 黒沢かずこ（森三中）
- 生見愛瑠
- ファーストサマーウイカ
- フワちゃん
- ぼる塾（きりやはるか・あんり・田辺智加）
- 若槻千夏

第3回
- 指原莉乃
- いとうあさこ
- 朝日奈央
- ファーストサマーウイカ
- 生見愛瑠
- 3時のヒロイン（福田麻貴・ゆめっち・かなで）
- フワちゃん
- 若槻千夏

レギュラー版
MC
- 指原莉乃
- いとうあさこ

レギュラー
- アンミカ
- 3時のヒロイン（福田麻貴・ゆめっち[注釈 1]・かなで）
- 生見愛瑠
- ファーストサマーウイカ
- 藤田ニコル
- 若槻千夏

準レギュラー
- 朝日奈央
- 池田美優
- 高橋真麻
- 野々村友紀子
- 野呂佳代
- フワちゃん
- 松村沙友理
- 村重杏奈
- 森香澄
- 森川葵
- 山﨑夕貴（フジテレビアナウンサー）

## 放送日程

### パイロット版
| 回 | 放送日時                   | ゲスト                         | 備考      |
| -- | -------------------------- | ------------------------------ | --------- |
| 1  | 11月19日・26日 0:25 - 0:55 | 尾上右近、草薙航基（宮下草薙） | 水曜NEXT! |

| 回 | 放送日時               | ゲスト                                                    | 備考           |
| -- | ---------------------- | --------------------------------------------------------- | -------------- |
| 2  | 3月13日 21:00 - 23:10  | 風間俊介、新庄剛志、せいや（霜降り明星）、出川哲朗        | 土曜プレミアム |
| 3  | 8月26日 20:00 - 21:54  | 中居正広、水谷隼、DJ松永（Creepy Nuts）                   |                |
| 4  | 10月30日 21:00 - 23:10 | 小泉孝太郎、三宅健（V6）、菊池風磨（Sexy Zone）、狩野英孝 | 土曜プレミアム |

### レギュラー版

#### 2022年
| 回 | 放送日時        | 放送時間           | ゲスト                                                  | 備考 |
| -- | --------------- | ------------------ | ------------------------------------------------------- | --- |
| 1  | 4月7日          | 22:00 - 23:34      | 間宮祥太朗、満島真之介 、高橋克典                       | |
| 2  | 4月14日         | 23:30 - 翌15日0:10 | 松村北斗（SixTONES）                                    | 当初は23:15 - 23:55で放送予定だったが前枠番組『やんごとなき一族』が新型コロナウイルスが原因で制作スケジュールに影響が生じたため、開始を1週間延期し、代替番組の尺の都合でさらに15分繰り下げられることとなった |
| 3  | 4月21日         | 23:15 - 23:55      | 野田クリスタル（マヂカルラブリー）                      | 当初は本来の時間帯で放送予定だったが前述の影響で15分繰り下げ |
| 4  | 4月28日         | 23:00 - 23:40      | Hiro（MY FIRST STORY）                                  | |
| 5  | 5月12日         | 23:00 - 23:40      | 中岡創一（ロッチ）                                      | |
| 6  | 5月19日         | 23:00 - 23:40      | 中島健人（Sexy Zone）                                   | |
| 7  | 5月26日         | 23:00 - 23:40      | 藤森慎吾（オリエンタルラジオ）                          | |
| 8  | 6月2日          | 23:00 - 23:40      | ジェシー（SixTONES）                                    | |
| 9  | 6月9日          | 23:00 - 23:40      | 田中卓志（アンガールズ）                                | |
| 10 | 6月16日         | 23:00 - 23:40      | 勝地涼                                                  | |
| 11 | 6月30日         | 23:00 - 23:40      | 佐野勇斗（M!LK）                                        | |
| 12 | 7月7日          | 22:00 - 23:34      | 春日俊彰（オードリー）、神尾楓珠、町田啓太（劇団EXILE） | |
| 13 | 7月14日         | 23:00 - 23:40      | 中島裕翔（Hey! Say! JUMP）                              | |
| 14 | 7月21日         | 23:00 - 23:40      | 伊藤俊介（オズワルド）                                  | |
| 15 | 7月28日         | 23:00 - 23:40      | 松丸亮吾                                                | |
| 16 | 8月4日          | 23:00 - 23:40      | 那須川天心                                              | |
| 17 | 8月11日         | 23:00 - 23:40      | 河合郁人（当時：A.B.C-Z）                               | |
| EX | 8月18日         | 0:25 - 0:55        | トークィーンズ傑作選                                    | 「水曜NEXT!」枠にて放送。 |
| 18 | 8月18日         | 23:00 - 23:40      | イケメンたちがぶっちゃけたSP                            | 総集編 |
| 19 | 8月25日         | 23:00 - 23:40      | 向井康二（Snow Man）                                    | |
| 20 | 9月1日          | 23:00 - 23:40      | 川島明（麒麟）                                          | |
| 21 | 9月8日          | 23:00 - 23:40      | 石井亮次                                                | |
| 22 | 9月15日         | 23:00 - 23:40      | 人気絶頂の男たち 問題発言スペシャル                     | 総集編 |
| 23 | 9月22日         | 23:00 - 23:40      | バカリズム                                              | |
| 24 | 9月29日         | 22:00 - 23:34      | 西村博之                                                | |
| 25 | 10月20日        | 23:00 - 23:40      | 増田貴久（NEWS）                                        | |
| 26 | 10月28日 （金） | 0:30 - 1:10        | 西野亮廣（キングコング）                                | 当初は本来の時間帯で放送予定だったが『SMBC日本シリーズ 第5戦 オリックス×東京ヤクルト』中継の90分延長（18時30分 - 22時24分）のため、90分繰り下げ                                                              |
| 27 | 11月3日         | 23:00 - 23:40      | 堂本光一（KinKi Kids）                                  | |
| 28 | 11月10日        | 23:00 - 23:40      | EXIT                                                    | |
| 29 | 11月17日        | 23:00 - 23:40      | IKKO                                                    | |
| 30 | 12月1日         | 23:15 - 23:55      | 鈴鹿央士                                                | |
| 31 | 12月8日         | 23:00 - 23:40      | 鈴鹿央士                                                | |
| 32 | 12月15日        | 23:00 - 23:40      | 髙橋海人（King & Prince)                                | |
| 33 | 12月22日        | 23:15 - 23:55      | ハライチ                                                | |

#### 2023年
| 回 | 放送日時 | 放送時間           | ゲスト                                             | 備考 |
| -- | -------- | ------------------ | -------------------------------------------------- | ---- |
| 34 | 1月5日   | 23:15 - 23:55      | 秋元康                                             |      |
| 35 | 1月12日  | 23:00 - 23:40      | 秋元康                                             |      |
| 36 | 1月19日  | 23:00 - 23:40      | 鈴木伸之                                           |      |
| 37 | 1月26日  | 23:00 - 23:40      | 呂布カルマ                                         |      |
| 38 | 2月2日   | 23:00 - 23:40      | ジャングルポケット                                 |      |
| 39 | 2月9日   | 23:00 - 23:40      | 竜星涼                                             |      |
| 40 | 2月16日  | 23:00 - 23:40      | 錦鯉                                               |      |
| 41 | 2月23日  | 23:00 - 23:40      | HiHi Jets                                          |      |
| 42 | 3月2日   | 23:00 - 23:40      | 板垣李光人、高橋恭平（なにわ男子）                 |      |
| 43 | 3月9日   | 23:00 - 23:40      | 岸優太（当時：King & Prince)                       |      |
| 44 | 3月16日  | 23:00 - 23:40      | 目黒蓮 (Snow Man)                                  |      |
| 45 | 3月23日  | 22:00 - 23:34      | コムドット、中田敦彦（オリエンタルラジオ）         |      |
| 46 | 4月13日  | 23:15 - 23:55      | 未公開SP                                           |      |
| 47 | 4月20日  | 23:00 - 23:40      | 森田哲矢（さらば青春の光）                         |      |
| 48 | 4月27日  | 23:00 - 23:40      | 国山ハセン                                         |      |
| 49 | 5月11日  | 23:00 - 23:40      | 坂上忍                                             |      |
| 50 | 5月18日  | 23:00 - 23:40      | 尾上松也                                           |      |
| 51 | 5月25日  | 23:00 - 23:40      | ROLAND                                             |      |
| 52 | 6月1日   | 23:00 - 23:40      | GACKT                                              |      |
| 53 | 6月8日   | 23:00 - 23:40      | GACKT                                              |      |
| 54 | 6月15日  | 23:15 - 23:55      | 木村拓哉                                           |      |
| 55 | 6月22日  | 23:00 - 23:40      | 木村拓哉                                           |      |
| 56 | 6月29日  | 23:00 - 23:40      | 一ノ瀬ワタル                                       |      |
| 57 | 7月6日   | 22:00 - 23:34      | 小栗旬                                             |      |
| 58 | 7月20日  | 23:15 - 23:55      | 中尾明慶                                           |      |
| 59 | 7月27日  | 23:00 - 23:40      | 木戸大聖                                           |      |
| 60 | 8月3日   | 23:00 - 23:40      | 成田悠輔                                           |      |
| 61 | 8月10日  | 23:00 - 23:40      | 萩原利久                                           |      |
| 62 | 8月17日  | 23:00 - 23:40      | 問題発言が見逃せない爆笑未公開                     |      |
| 63 | 8月24日  | 23:00 - 23:40      | 田中樹（SixTONES）                                 |      |
| 64 | 8月31日  | 23:00 - 23:40      | 武田真治                                           |      |
| 65 | 9月7日   | 23:00 - 23:40      | 渡辺翔太（Snow Man）                               |      |
| 66 | 9月14日  | 23:00 - 23:40      | ニューヨーク                                       |      |
| 67 | 9月21日  | 23:00 - 23:40      | 古市憲寿                                           |      |
| 68 | 9月28日  | 23:00 - 23:40      | 三浦翔平                                           |      |
| 69 | 10月5日  | 23:00 - 23:40      | 小籔千豊                                           |      |
| 70 | 10月12日 | 23:20 - 翌13日0:00 | ハリウッドザコシショウ                             |      |
| 71 | 10月19日 | 23:00 - 23:40      | 槙野智章                                           |      |
| 72 | 10月26日 | 23:00 - 23:40      | ジェジュン                                         |      |
| 73 | 11月2日  | 23:00 - 23:40      | アンミカプレゼンツトークィーンズ全員が幸せになる旅 |      |
| 74 | 11月9日  | 23:00 - 23:40      | アンミカプレゼンツトークィーンズ全員が幸せになる旅 |      |
| 75 | 11月16日 | 23:00 - 23:40      | アンミカプレゼンツトークィーンズ全員が幸せになる旅 |      |
| 76 | 11月23日 | 23:00 - 23:40      | 宮世琉弥                                           |      |
| 77 | 11月30日 | 23:00 - 23:40      | 亀梨和也（KAT-TUN）                                |      |
| 78 | 12月7日  | 23:00 - 23:40      | 水上恒司                                           |      |
| 79 | 12月14日 | 23:00 - 23:40      | 渡部篤郎                                           |      |
| 80 | 12月21日 | 23:15 - 23:55      | Matt                                               |      |

#### 2024年
| 回  | 放送日時 | 放送時間      | ゲスト                                                              | 備考                                                           |
| --- | -------- | ------------- | ------------------------------------------------------------------- | -------------------------------------------------------------- |
| 81  | 1月18日  | 23:15 - 23:55 | 木村昴                                                              |                                                                |
| 82  | 1月25日  | 23:00 - 23:40 | 山田涼介（hey! Say! JUMP）                                          |                                                                |
| 83  | 2月1日   | 23:00 - 23:40 | スタジオ騒然！問題発言SP 〜カットしたヤバすぎシーンも流出！？〜     |                                                                |
| 84  | 2月8日   | 23:00 - 23:40 | 八木勇征（FANTASTICS from EXILE TRIBE）                             |                                                                |
| 85  | 2月15日  | 23:00 - 23:40 | 城田優                                                              |                                                                |
| 86  | 2月22日  | 23:00 - 23:40 | Travis Japan（宮近海斗・松田元太・松倉海斗）                        |                                                                |
| 87  | 2月29日  | 23:00 - 23:40 | MIYAVI                                                              |                                                                |
| 88  | 3月7日   | 23:00 - 23:40 | 深澤辰哉（Snow Man）                                                |                                                                |
| 89  | 3月21日  | 23:00 - 23:40 | しゃべりすぎた過激発言15連発 〜カットしたヤバすぎシーンも流出！？〜 |                                                                |
| 90  | 3月28日  | 23:00 - 23:40 | 京本大我（SixTONES）                                                |                                                                |
| 91  | 4月4日   | 23:00 - 23:40 | JO1（白岩瑠姫・河野純喜・與那城奨）                                 |                                                                |
| 92  | 4月11日  | 23:15 - 23:55 | DAIGO                                                               | 『Re:リベンジ-欲望の果てに-』初回拡大版のため、15分繰り下げ    |
| 93  | 4月18日  | 23:00 - 23:40 | 犬飼貴丈                                                            |                                                                |
| 94  | 4月25日  | 23:00 - 23:40 | 前田公輝                                                            |                                                                |
| 95  | 5月9日   | 23:00 - 23:40 | 翔猿、宇良、一山本                                                  |                                                                |
| 96  | 5月16日  | 23:00 - 23:40 | imase                                                               |                                                                |
| 97  | 5月23日  | 23:00 - 23:40 | 草彅剛                                                              |                                                                |
| 98  | 5月30日  | 23:00 - 23:40 | 道枝駿佑（なにわ男子）                                              |                                                                |
| 99  | 6月6日   | 23:00 - 23:40 | 山崎育三郎                                                          |                                                                |
| 100 | 6月13日  | 23:00 - 23:40 | 西川貴教                                                            |                                                                |
| 101 | 6月27日  | 23:00 - 23:40 | 片寄涼太（GENERATIONS from EXILE TRIBE）                            |                                                                |
| 102 | 7月4日   | 23:15 - 23:55 | 野村周平                                                            | 『ギークス〜警察署の変人たち〜』初回拡大版のため、15分繰り下げ |
| 103 | 7月11日  | 23:00 - 23:40 | Aぇ! group（末澤誠也・佐野晶哉）                                    |                                                                |
| 104 | 7月18日  | 23:00 - 23:40 | あばれる君                                                          |                                                                |
| 105 | 7月25日  | 23:00 - 23:40 | ラウール（Snow Man）                                                |                                                                |
| 106 | 8月15日  | 23:00 - 23:40 | 岩本照（Snow Man）                                                  |                                                                |
| 107 | 8月22日  | 23:00 - 23:40 | 大西流星（なにわ男子）                                              |                                                                |
| 108 | 8月29日  | 23:00 - 23:40 | 佐野瑞樹、伊藤利尋、山本賢太、上垣皓太朗（フジテレビアナウンサー）  |                                                                |
| 109 | 9月5日   | 23:00 - 23:40 | 髙橋藍                                                              |                                                                |
| 110 | 9月12日  | 23:00 - 23:40 | ヤバすぎる発言連発SP                                                |                                                                |
| 111 | 9月19日  | 23:00 - 23:40 | 髙地優吾（SixTONES）                                                |                                                                |
| 112 | 10月10日 | 22:00 - 23:34 | 赤西仁、ウエンツ瑛士                                                |                                                                |
| 113 | 10月17日 | 23:15 - 23:55 | 大橋和也（なにわ男子）                                              | 『わたしの宝物』初回拡大版のため、15分繰り下げ                 |
| 114 | 10月24日 | 23:00 - 23:40 | 矢本悠馬                                                            |                                                                |
| 115 | 10月31日 | 23:00 - 23:40 | 吉村崇（平成ノブシコブシ）                                          |                                                                |
| 116 | 11月7日  | 23:00 - 23:40 | リクエストが多かったゲストたちのカットしていた未公開トークSP        |                                                                |
| 117 | 11月14日 | 23:00 - 23:40 | 鈴木福                                                              |                                                                |
| 118 | 11月21日 | 23:00 - 23:40 | THE RAMPAGE from EXILE TRIBE（武知海青・陣・藤原樹）                |                                                                |
| 119 | 11月28日 | 23:00 - 23:40 | 高橋茂雄（サバンナ）                                                |                                                                |
| 120 | 12月5日  | 23:00 - 23:40 | 徳井義実（チュートリアル）                                          |                                                                |
| 121 | 12月12日 | 23:00 - 23:40 | 伊沢拓司                                                            |                                                                |
| 122 | 12月19日 | 23:00 - 23:40 | ウルフ・アロン                                                      |                                                                |

#### 2025年
| 回  | 放送日時 | 放送時間      | ゲスト                                                     | 備考                                               |
| --- | -------- | ------------- | ---------------------------------------------------------- | -------------------------------------------------- |
| 123 | 1月9日   | 23:00 - 23:40 | Novelbright                                                |                                                    |
| 124 | 1月16日  | 23:00 - 23:40 | 永瀬廉（King & Prince）                                    |                                                    |
| 125 | 1月23日  | 23:00 - 23:40 | 宮舘涼太（Snow Man）                                       |                                                    |
| 126 | 1月30日  | 23:00 - 23:40 | コットン                                                   |                                                    |
| 127 | 2月6日   | 23:00 - 23:40 | 野村康太                                                   |                                                    |
| 128 | 2月13日  | 23:00 - 23:40 | 陣内智則                                                   |                                                    |
| 129 | 2月20日  | 23:00 - 23:40 | ウエストランド                                             |                                                    |
| 130 | 2月27日  | 23:00 - 23:40 | 中島健人                                                   |                                                    |
| 131 | 3月6日   | 23:00 - 23:40 | 中島健人                                                   |                                                    |
| 132 | 3月13日  | 23:00 - 23:40 | 浜野謙太                                                   |                                                    |
| 133 | 3月20日  | 23:00 - 23:40 | 渡邊圭祐、綱啓永                                           |                                                    |
| 134 | 3月27日  | 23:00 - 23:40 | 横川尚隆                                                   |                                                    |
| 135 | 4月3日   | 23:00 - 23:30 | 長尾謙杜（なにわ男子）                                     |                                                    |
| 136 | 4月10日  | 23:00 - 23:30 | 井上裕介（NON STYLE）                                      |                                                    |
| 137 | 4月17日  | 23:00 - 23:30 | キンプリ永瀬廉＆サバンナ高橋＆徳井＆吉村が問題発言大連発SP |                                                    |
| 138 | 4月24日  | 23:00 - 23:30 | 石原良純                                                   |                                                    |
| 139 | 5月1日   | 23:00 - 23:30 | Shigekix                                                   |                                                    |
| 140 | 5月15日  | 23:00 - 23:30 | 笠松将                                                     |                                                    |
| 141 | 5月22日  | 23:00 - 23:30 | 織田信成                                                   |                                                    |
| 142 | 5月29日  | 23:00 - 23:30 | TREASURE（ジフン・ジュンギュ・ハルト）                     |                                                    |
| 143 | 6月5日   | 23:00 - 23:30 | Aぇ! group（末澤誠也・佐野晶哉）                           |                                                    |
| 144 | 6月12日  | 23:00 - 23:30 | Aぇ! group（末澤誠也・佐野晶哉）                           |                                                    |
| 145 | 6月19日  | 23:00 - 23:30 | 有田哲平（くりぃむしちゅー）                               |                                                    |
| 146 | 6月26日  | 23:00 - 23:30 | 有田哲平（くりぃむしちゅー）                               |                                                    |
| 147 | 7月10日  | 23:15 - 23:45 | 田中みな実                                                 | 『愛の、がっこう。』初回拡大版のため、15分繰り下げ |
| 148 | 7月17日  | 23:20 - 23:50 | 渡辺翔太（Snow Man）                                       |                                                    |
| 149 | 7月24日  | 23:00 - 23:30 | 渡辺翔太（Snow Man）                                       |                                                    |
| 150 | 7月31日  | 23:00 - 23:30 | 近藤真彦                                                   |                                                    |
| 151 | 8月7日   | 23:00 - 23:30 | 藤岡真威人、天翔愛、天翔天音、藤岡舞衣                     |                                                    |
| 152 | 8月14日  | 23:00 - 23:30 | 高橋みなみ、前田敦子、小嶋陽菜                             |                                                    |

## ネット局
| 放送対象地域   | 放送局                    | 系列                          | 放送日時           | ネット状況 |
| -------------- | ------------------------- | ----------------------------- | ------------------ | ---------- |
| 関東広域圏     | フジテレビ（CX）          | フジテレビ系列                | 木曜 23:00 - 23:40 | 【制作局】 |
| 北海道         | 北海道文化放送（uhb）     | フジテレビ系列                | 木曜 23:00 - 23:40 | 同時ネット |
| 岩手県         | 岩手めんこいテレビ（mit） | フジテレビ系列                | 木曜 23:00 - 23:40 | 同時ネット |
| 宮城県         | 仙台放送（OX）            | フジテレビ系列                | 木曜 23:00 - 23:40 | 同時ネット |
| 秋田県         | 秋田テレビ（AKT）         | フジテレビ系列                | 木曜 23:00 - 23:40 | 同時ネット |
| 山形県         | さくらんぼテレビ（SAY）   | フジテレビ系列                | 木曜 23:00 - 23:40 | 同時ネット |
| 福島県         | 福島テレビ（FTV）         | フジテレビ系列                | 木曜 23:00 - 23:40 | 同時ネット |
| 新潟県         | NST新潟総合テレビ（NST）  | フジテレビ系列                | 木曜 23:00 - 23:40 | 同時ネット |
| 長野県         | 長野放送（NBS）           | フジテレビ系列                | 木曜 23:00 - 23:40 | 同時ネット |
| 静岡県         | テレビ静岡（SUT）         | フジテレビ系列                | 木曜 23:00 - 23:40 | 同時ネット |
| 中京広域圏     | 東海テレビ（THK）         | フジテレビ系列                | 木曜 23:00 - 23:40 | 同時ネット |
| 富山県         | 富山テレビ（BBT）         | フジテレビ系列                | 木曜 23:00 - 23:40 | 同時ネット |
| 石川県         | 石川テレビ（ITC）         | フジテレビ系列                | 木曜 23:00 - 23:40 | 同時ネット |
| 福井県         | 福井テレビ（FTB）         | フジテレビ系列                | 木曜 23:00 - 23:40 | 同時ネット |
| 近畿広域圏     | 関西テレビ（KTV）         | フジテレビ系列                | 木曜 23:00 - 23:40 | 同時ネット |
| 島根県・鳥取県 | さんいん中央テレビ（TSK） | フジテレビ系列                | 木曜 23:00 - 23:40 | 同時ネット |
| 岡山県・香川県 | 岡山放送（OHK）           | フジテレビ系列                | 木曜 23:00 - 23:40 | 同時ネット |
| 広島県         | テレビ新広島（tss）       | フジテレビ系列                | 木曜 23:00 - 23:40 | 同時ネット |
| 愛媛県         | テレビ愛媛（EBC）         | フジテレビ系列                | 木曜 23:00 - 23:40 | 同時ネット |
| 高知県         | 高知さんさんテレビ（KSS） | フジテレビ系列                | 木曜 23:00 - 23:40 | 同時ネット |
| 福岡県         | テレビ西日本（TNC）       | フジテレビ系列                | 木曜 23:00 - 23:40 | 同時ネット |
| 佐賀県         | サガテレビ（STS）         | フジテレビ系列                | 木曜 23:00 - 23:40 | 同時ネット |
| 長崎県         | テレビ長崎（KTN）         | フジテレビ系列                | 木曜 23:00 - 23:40 | 同時ネット |
| 熊本県         | テレビくまもと（TKU）     | フジテレビ系列                | 木曜 23:00 - 23:40 | 同時ネット |
| 鹿児島県       | 鹿児島テレビ（KTS）       | フジテレビ系列                | 木曜 23:00 - 23:40 | 同時ネット |
| 沖縄県         | 沖縄テレビ（OTV）         | フジテレビ系列                | 木曜 23:00 - 23:40 | 同時ネット |
| 大分県         | テレビ大分（TOS）         | 日本テレビ系列 フジテレビ系列 | 火曜 13:50 - 14:30 | 遅れネット |
| 青森県         | 青森朝日放送（ABA）       | テレビ朝日系列                | 日曜 15:50 - 16:30 | 遅れネット |

- このほか、テレビ宮崎（UMK）は基本未放送だが、拡大SP放送時のみ同時ネット。

## スタッフ
- ナレーション：西野嘉良子
- 構成：酒井健作、川嶋結衣、飯塚大悟、坂本龍二
- TP：松本英士（フジテレビ）
- TM：橋本雄司（フジテレビ）
- SW：小出豊
- CAM：上田軌行
- VE：武田和浩、久保木萌音【週替り】
- AUD：松本良道
- LT：安藤雄郎、穴田建二【週替り】
- 美術制作：三竹寛典（フジテレビ／フジアール）
- 美術デザイン：永井達也（フジテレビ／フジアール）
- アートコーディネーター：谷元沙紀（フジアール）
- 大道具：裏隠居徹、山田祐弥、村上公志【週替り】
- アクリル装飾：堀内重彰、崎野実咲【週替り】
- 電飾：桑島亮太
- 装飾：高祖朋代
- 生花装飾：荒川直史
- メイク：山田かつら
- リサーチ：フォーミュレーション
- 編集：伊藤圭汰、山田健太郎
- ミキサー：岡村奈央
- 音効：高津浩史
- TK：松下絵里
- CG：岩澤新平、関口佳代
- 技術協力：ニユーテレス、fmt、マルチバックス、JUNESEP、casinodrive、IMAGICA Lab.
- 編成：加藤愛理（フジテレビ）
- 広報：渡邉杏子（フジテレビ）
- デスク：山内沙南
- 制作進行：菅谷美香（アルファ・グリッド）
- AD：重光麻由、森裕香、下畑那織、鶴岡ひなた、實川日奈子、伊藤貫路、新國恵、佐藤蓮
- AP：神田聡美・穂積桃花（以上ジーヤマ）
- ディレクター：大島圭司・吉田康生・本広丈二・東浦克幸（以上ジーヤマ）、内田葵、西戸裕太郎、原凛一郎（原→フジテレビ、以前はAD）・渡辺恭三
- プロデューサー：高橋利一郎（ジーヤマ）、木月洋介（フジテレビ）、勝又郁乃（イージスネットワーク）
- 企画・演出：冨田直伸（フジテレビ）
- チーフプロデューサー：江本薫（フジテレビ）
- 制作協力：GOing
- 制作：フジテレビスタジオ戦略本部第3スタジオ制作センター（旧編成制作局制作センター第二制作室→編成制作局バラエティ制作センター→編成総局バラエティ制作局バラエティ制作センター）
- 制作著作：フジテレビ

### 過去のスタッフ（レギュラー）
- 構成：足塚かずお
- アートコーディネーター：鈴木あみ
- 広報：山本太欧、長島理紗（フジテレビ）
- デスク：藤田冴子、瀬川桃花
- 制作進行：藤原麻衣（アルファ・グリッド、特番時はディレクター）
- AD：藤田兼輔、牧野有里、伊川琴音、足立さくら、原芽来美（原→クリエイターズボックス）、渡邊美羽、近藤勇佑、斉藤礼奈、波多野すず、沖野晃良、尾崎小知、大塚柚珠巴、大西名保、倉重陸、山田頼世、橋詰七帆
- AP：馬場ゆうみ（ジーヤマ）、金子千紗都（フジテレビ、2024年3月-）
- ディレクター：五島大徳・落岩将平・龍辰彦・中野貴文（ジーヤマ）、柴田尚輝（フジテレビ）
- プロデューサー︰太田秀司（フジテレビ）

### 過去のスタッフ（特番）
- 構成：酒井健作、川嶋結衣（共に第1 - 4回）、飯塚大悟（第1・2回）
- TP：児玉洋（フジテレビ、第2 - 4回）
- TM（第2 - 4回）：高瀬義美（第2- 4回、第1回はTP）
- SW：小出豊（第1 - 3回）、上田軌行（第4回）
- CAM：遠藤俊洋（第1 - 4回）
- VE：石井利幸（第1回）、武田和浩（第2 - 4回）
- AUD：江川祐（第1 - 3回）、高橋幸則（第4回）
- 電飾（第2 - 4回）：桑島亮太（第2 - 4回）
- 生花装飾（第2 - 4回）：荒川直史（第2 - 4回）
- 植木装飾：小笠原了平（第1 - 4回）
- ファイバーワーク（第2 - 4回）：中川祐花（第2 - 4回）
- 編集：内田国俊（第1・2回）、アルセン（第3・4回）
- ミキサー：吉田肇（第1回）、足達健太郎（第2 - 4回）
- TK：高木美紀（第1 - 4回）
- 編成：赤池洋文（フジテレビ、第1・2回）、上原寿一（フジテレビ、第3回）
- 広報：池田綾子（フジテレビ、第1回）、山本太欧（フジテレビ、第2 - 4回）
- AD：野本和希（第1回）、祖父江晃穂、加賀祐太（共に第1 - 4回）、山中詩朋里、信保優人（共に第2回）、永野莉帆（第3回）、荒矢輝理（第3・4回）、浅見真帆、淡路紗生（共に第4回）
- AP（第2 - 4回）：神田聡美（ジーヤマ、第2 - 4回）
- ディレクター：大島圭司・龍辰彦・吉田康生・本広丈二・西脇未樹（以上ジーヤマ、龍→第1・3回、本広→第1・2・4回、吉田→第2 - 4回、西脇→第2・4回、大島→第3回）、渡辺恭三（第3・4回）
- プロデューサー：増谷秀行（ザ・スピングラス、第4回）
- 企画・演出：冨田直伸（フジテレビ、第2 - 4回、第1回は演出のみ）
- チーフプロデューサー：橋本英司（フジテレビ、第1・2回）、江本薫（フジテレビ、第3・4回）
- 制作協力：ジーヤマ